# 가톨릭 레이캬비크 교구
가톨릭 레이캬비크 교구(라틴어: Dioecesis Reykiavikensis)는 아이슬란드 전역을 관장하는 로마 가톨릭교회 교구이다. 교황청 직속 교구로서, 2011년 1월 1일 기준으로 신자 수는 10,455명이다.
1923년 아이슬란드 지목구가 설정되었으며, 1929년 교황청 관리구로 격상되었다. 그리고 1968년에는 독립적인 교구로 격상되었다. 2013년 기준으로 교구장은 스위스 출신의 피에르 뷔셰 주교이다. 피에르 뷔셰 주교는 레이캬비크 교구의 제4대 교구장이자 스칸디나비아 주교회의 임원이다. 총대리는 그리스도 왕 대성당의 주임사제 패트릭 브린 신부이다.
레이캬비크 교구는 근대에 설립되었다. 중세에는 스칼홀트(1056년 설정)와 홀라르(1106년 설정)에 교구가 있었지만, 16세기 프로테스탄티즘의 출현으로 루터교에 빼앗겼다. 1801년 이 두 교구는 아일랜드 루터교 주교 아래 하나의 교구로 통합되었다. 아이슬란드에 잔존한 가톨릭교도들은 1923년 레이캬비크에 지목구가 설정되기 전까지 사목자 없이 지냈었다.

## 같이 보기
- 아이슬란드의 로마 가톨릭교회